# Championnat d'Océanie féminin de football des moins de 20 ans
Le Championnat d'Océanie féminin de football des moins de 20 ans est une compétition continentale organisée par la Confédération du football d'Océanie et opposant les sélections des moins de 20 ans. Le championnat est disputé tous les deux ans à partir de 2002. Jusqu'en 2004, il oppose des équipes de moins de 19 ans. La compétition sert également de tournoi qualificatif pour désigner l'équipe océanienne participant à la Coupe du monde féminine de football des moins de 20 ans.

## Palmarès
| Édition | Année | Vainqueurs       |
| ------- | ----- | ---------------- |
| 1re     | 2002  | Australie        |
| 2e      | 2004  | Australie        |
| 3e      | 2006  | Nouvelle-Zélande |
| 4e      | 2010  | Nouvelle-Zélande |
| 5e      | 2012  | Nouvelle-Zélande |
| 6e      | 2014  | Nouvelle-Zélande |
| 7e      | 2015  | Nouvelle-Zélande |
| 8e      | 2017  | Nouvelle-Zélande |
| 9e      | 2019  | Nouvelle-Zélande |
| 10e     | 2023  | Nouvelle-Zélande |